# Walid Salah
Walid Salah Abdel-Latif (Almançora, 11 de novembro de 1977) é um ex-futebolista profissional egípcio que atuava como atacante.

## Carreira
Walid Salah se profissionalizou no El-Mansoura.

## Seleção
Walid Salah integrou a Seleção Egípcia de Futebol na Copa das Nações Africanas de 1998, sendo campeão.

## Títulos
Egito
- Copa das Nações Africanas: 1998